# Osnić
Osnić (em cirílico: Оснић) é uma vila da Sérvia localizada no município de Boljevac, pertencente ao distrito de Zaječar, na região de Timočka Krajina. A sua população era de 1061 habitantes segundo o censo de 2011.

## Demografia
| 1948 | 1953 | 1961 | 1971 | 1981 | 1991 | 2002 | 2011 |
| ---- | ---- | ---- | ---- | ---- | ---- | ---- | ---- |
| 2212 | 2252 | 2190 | 2107 | 1985 | 1688 | 1340 | 1061 |